# Movimiento Nacional Fascista
El Movimiento Nacional Fascista (rumano: Mișcarea Națională Fascistă, MNF) fue un movimiento político formado en 1923 por la fusión del Fascio Nacional Rumano y el Movimiento Cultural y Económico Nacional Italo-Rumano.
Con sus raíces pro-italianas, el MNF copió el modelo italiano de Fascismo - a pesar de que el movimiento también admiró los métodos de la Actión Française. El movimiento no disfrutó el éxito esperado debido a su anexo a influencias extranjeras. Finalmente, fue vencido por la Guardia de Hierro, la cual ofreció una forma más doméstica de fascismo.